# Balance of Power (gra komputerowa)
Balance of Power – komputerowa gra strategiczna wyprodukowana przez amerykańskiego projektanta Chrisa Crawforda. Gra została wydana przez Mindscape w listopadzie 1985 roku.

## Wydanie i odbiór
Chris Crawford miał problemy ze znalezieniem wydawcy dla gry, a wkrótce Random House z którym porozumiał się Crawford zażądała o niego dziesięciu tysięcy dolarów advance back. Balance of Power zostało wydane przez Mindscape w listopadzie 1985 roku. Gra została sprzedana w nakładzie ponad dziesięciu tysięcy egzemplarzy w cenie 49,95 dolarów. Wydawca gry spodziewał się dochodu na poziomie 1,2 miliona dolarów.
Frank C. Boosman z miesięcznika Computer Gaming World w 1986 roku stwierdził, że gra znajduje się prestiżowym kręgu najbardziej innowacyjnych gier komputerowych wszech czasów. W 1996 roku gra znalazła się na 11. miejscu listy 15. najlepszych sposobów na śmierć w grach komputerowych tego miesięcznika. Balance of Power znalazło się na liście Our Favorite Games czasopisma Compute! z 1988 roku. W 2006 roku dziennik The Guardian umieścił grę na pierwszym miejscu listy 10. gier politycznych, w które każdy powinien zagrać.